# ستوب كراين يور هارت أوت (أغنية)
ستوب كراين يور هارت أوت (بالإنجليزية: Stop Crying Your Heart Out)‏ هي مقطوعة لفرقة موسيقى الروك البريطانية أويسس، مستقاة من تسجيل الفرقة الخامس هيذن كيميستري الصادر سنة 2002، حلت في المرتبة الثانية في الشارتس البريطاني وفي المرتبة الأولى في الشارتس الإيطالي وتم تصنيفها من طرف إذاعة إكس أف أم في 2010 في المرتبة ال39/ 100 في سبر للآراء لأحسن المقطوعات الإنجايزية للعشرية 2000-2010.

## التأليف والتلحين
يقول ناول غلاغر مؤلف الأغنية أنه إستلهم موضوعها من قصة صديق له عاش أزمة نفسية حادة وجعل كلمات الأغنية موجهة له كتحفيز وتشجيع على عدم اليأس والإستسلام أمام صعوبات ومشاق الحياة وبذل المستحيل للتغلب عليها والخروج منها. 

## إستقبال الأغنية من طرف الجمهور
لاقت الأغنية أصداءاً إيجابية من الصحافة المتخصصة لحذة صدورها بالرغم من أن مؤلفها تنكر لها ومستواه التأليفي، المجلة الإنجليزية المتخصصة في الموسيقى أن أم إي ذكرت أن الأغنية عبارة عن رجوع لإنسانية المقطوعة الشهيرة دونت لوك باك إن أنغر كما إعتبرت مجلة كيو الأغنية كدليل أن النبوغ عاد هذه المرة لفرقة أويسس. 

## قائمة الأغاني
- قائمة السي دي

1. ستوب كراين يور هارت أوت (ناول غلاغر) - 5:05
2. تانك يو فور ذ غود تايمس (أندي بال) - 4:32
3. شاوت إيت أوت لاود (ناول غلاغر) - 4:20

- فينيل 7''

1. ستوب كراين يور هارت أوت (ناول غلاغر) - 5:05
2. تانك يو فور ذ غود تايمس (أندي بال) - 4:32

- فينيل 12''

1. ستوب كراين يور هارت أوت (ناول غلاغر) - 5:05
2. تانك يو فور ذ غود تايمس (أندي بال) - 4:32
3. شاوت إيت أوت لاود (ناول غلاغر) - 4:20

## الأغنية في الثقافة الإجتماعية والإعلامية
- ظهرت الأغنية في جينيريك نهاية فيلم ذ باترفلاي إيفكت.
- ظهرت الأغنية أيضا في حصة سمال فيل الإنجليزية.
- استعملت الأغنية بإسهاب بعد هزيمة الفريق الإنجليزي في الدور الربع النهائي من كاس العالم 2002.
- أهدى نال غلاغر الأغنية لفريق أنجلترا في الأول عرض حي لها بمهرجان جلاستون بيري في 2002.
- ظهرت الأغنية في فيلم الشاهد المغرم بطولة باتريك دامبسي وميشال موناغان.
- ظهرت الأغنية في فيلم سولوألبوم بطولة ماتياس تشافايغوفر ونورا تشيرنر.
- أعادت ليونا لويس الأغنية بنجاح أيضا.
- أعاد ليام باين وهاري ستايلز الأغنية في حصة إكس فاكتور عام 2010.